# 1198 dans les croisades
Cette page regroupe les évènements concernant les Croisades qui sont survenus en 1198 :
- janvier : Amaury II de Lusignan, roi de Chypre, épouse Isabelle de Jérusalem, reine de Jérusalem[1].
- mai-juin : Mort de Raymond IV d'Antioche[2].
- Le pape Innocent III reconnaît l'Ordre Teutonique[3].
- août : La quatrième croisade est lancée par le pape Innocent III[3].